# Aspen Art Museum
Het Aspen Art Museum (AAM) is een museum voor hedendaagse kunst in Aspen in de Amerikaanse staat Colorado.
Het museum werd in 1979 opgericht en is in een voormalige waterkrachtcentrale in de buurt van downtown Aspen gevestigd. In het museum worden exposities vertoond met schilderijen, tekeningen, beeldhouwwerken, multimedia-installaties en elektronische media.
Het museum geen eigen kunstwerken, maar exposeert uitsluitend ter beschikking gesteld werk uit de Verenigde Staten, waaronder werk van Doug Aitken en Mark Grotjahn, maar ook uit andere landen zoals van Mark Manders, Pierre Bernard, Huma Bhabha, Mamma Andersson.